# Xiuhtlecutli

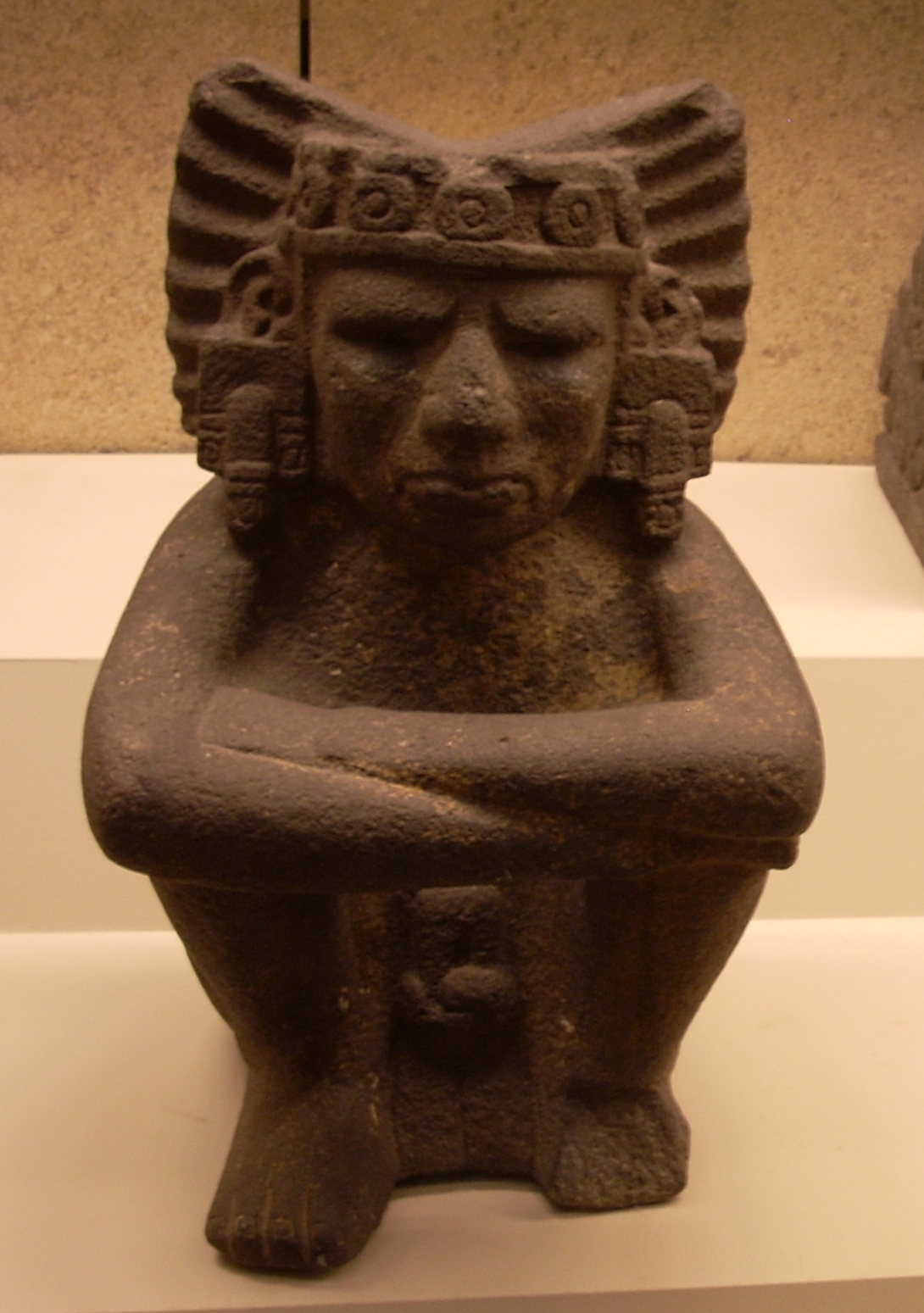
Staty av Xiuhtecuhtli

Xiuhtlecutli var en eldsgud i mytologin hos folket i Peru. Han förknippades med kalendern och olika ceremonier. Jämför med Huehueteotl hos Aztekerna.